# Добра, Аница
Аница Добра (серб. Аница Добра; род. 3 июня 1963, Белград) — сербская киноактриса.

## Биография
В 1977—1981 жила с родителями в ФРГ, окончила там школу. Вернувшись в Югославию, окончила Факультет драматического искусства в Белграде (1987). Первой заметной ролью актрисы стала роль Ольгицы в ленте Горана Марковича Дежавю (1987), за которую она получила на КФ в Пуле премию Золотая арена. C 1988 играет в белградском театре Мастерская 212.
Не раз снималась в ФРГ, Австрии, Швейцарии, Швеции и др. в кинофильмах и телесериалах, была отмечена там премиями.

## Избранная фильмография
- 1987: Дежавю/ Већ виђено (Горан Маркович)
- 1987: Иванов/ Иванов (Здравко Шотра)
- 1988: Наследство моего дядюшки/ Живот са стрицем (Крсто Папич)
- 1989: Сборный пункт/ Сабирни центар (Горан Маркович)
- 1989: Как погиб рок-н-ролл/Kako je propao rokenrol (Барбара)
- 1990: Розамунда/ Rosamunde (Эгон Гюнтер; Баварская кинопремия лучшей молодой актрисе)
- 1990: Wildfeuer (Йо Байер)
- 1990: Spieler (Доминик Граф; номинация на Кинопремию Германии)
- 1992: Тито и я/ Тито и ја (Горан Маркович)
- 1994: Вахмистр Цумбюль/ Wachtmeister Zumbühl (Урс Одерматт)
- 1995: Рула/ Roula (Мартин Элен)
- 1997: Balkan Island: The Last Story of the Century (Лордан Зафранович)
- 1998: Разве я не хороша собой?/ Bin ich schön? (Дорис Дёрри)
- 1999: Erleuchtung garantiert (Дорис Дёрри)
- 2000: Falling Rocks (Петер Кеглевич)
- 2001: Наташа/ Наташа (Любиша Самарджич)
- 2005: Ивкова слава (Здравко Шотра)
- 2007: Ловушка/ Клопка (Срдан Голубович)
- 2008: Любовь и другие злодейства/ Љубав и други злочини (Стефан Арсениевич; премия Белграда и премия ФИПРЕССИ Сербии)
- 2010: Женщина с разбитым носом / Жена са сломљеним носем (Срджан Колевич)
- 2015: Анклав / Enklava (Горан Радованович)